# Pesi supermassimi
I pesi supermassimi sono una categoria di peso presente in diverse discipline degli sport da combattimento nonché del sollevamento pesi.

## Lotta greco-romana
La categoria è stata istituita a livello internazionale nel 1969 e prevedeva inizialmente che vi potesse gareggiare qualsiasi atleta di peso superiore ai 100 kg; nel 1985 fu introdotto un limite massimo che non doveva superare i 130 kg, successivamente rimodulato a 120 kg nel 2002 per poi ritornare a 130 kg nel 2014.

## Lotta libera
La categoria esiste solo in ambito maschile ed è stata istituita a livello internazionale nel 1969; inizialmente prevedeva che vi potesse gareggiare qualsiasi atleta di peso superiore ai 100 kg; nel 1985 fu introdotto un limite massimo che non doveva superare i 130 kg, successivamente rimodulato a 120 kg nel 2002 e poi nuovamente ritoccato a 125 kg nel 2014.

## Pugilato
La categoria esiste solo in ambito dilettantistico maschile ed è stata istituita a livello internazionale negli europei del 1979; fin dalla sua istituzione essa prevede che vi possa gareggiare qualsiasi atleta di peso superiore ai 91 kg.

## Sollevamento pesi
La categoria esiste sia in ambito maschile sia in ambito femminile ed è stata istituita a livello internazionale nel 1969 per gli uomini e nel 1987 per le donne.
Per quanto concerne gli uomini questa categoria inizialmente prevedeva che vi potesse gareggiare qualsiasi atleta di peso superiore ai 110 kg; nel 1993 fu abbassato a 108 kg e successivamente fu ancora ritoccato a 105 kg nel 1998 e poi rialzato a 109 kg nel 2018.
Per quanto riguarda le donne invece la categoria inizialmente prevedeva che vi potesse gareggiare qualsiasi atleta di peso superiore agli 82,5 kg; nel 1993 fu ritoccato a 83 kg per poi essere abbassato a 75 kg nel 1998 e poi fu rialzato a 90 kg nel 2017 per poi essere rimodulato a 87 kg l'anno successivo.